# Universidad de Osnabrück
La Universidad de Osnabrück (Universität Osnabrück, en alemán) es una universidad pública alemana con campus universitario en la ciudad de Osnabrück, en la Baja Sajonia. La universidad es conocida por sus numerosos programas de grado interdisciplinarios, algunos de ellos raros o incluso únicos entre las universidades alemanas, incluidos los estudios europeos, la investigación de la migración, la ciencia de sistemas y ciencias cognitivas. En particular, la universidad es conocida por su investigación en ciencias cognitivas, estudios de paz y conflictos, gobernanza democrática, estudios europeos, entre muchos otros.
En 2011 asistieron 11.034 estudiantes. El personal es de 1,858 personas, divididas en 209 profesores, 936 personal académico adicional (docentes sin profesorado, investigadores postdoctorales y asistentes de posgrado) y 713 personal no académico. 
Además, la universidad, a través de su programa de posgrado de Maestría en Artes en Gobernabilidad Democrática y Sociedad Civil, también forma parte de las prestigiosas becas DAAD Public Policy and Good Governance para países en desarrollo, junto con otras instituciones acreditadas en ciencias políticas y políticas públicas, como la Escuela de Gobernanza Hertie en Berlín y la Escuela de Políticas Públicas Willy Brandt en Erfurt.
El expresidente de Alemania, Christian Wulff, fue alumno de la universidad.

## Departamentos e Institutos
La Universidad de Osnabrück consta de diez escuelas (departamentos) y cuatro institutos interdisciplinarios. Las escuelas se dividen en asignaturas o institutos o ambos.
Las escuelas y los institutos interdisciplinarios son:
- Escuela de Estudios Culturales y Ciencias Sociales.
- Escuela de Estudios Educativos y Culturales
- Escuela de Física
- Escuela de Biología / Química
- Escuela de Matemáticas / Informática
- Escuela de Lengua y Estudios Literarios
- Facultad de Ciencias Humanas
- Escuela de Administración de Empresas y Economía
- Escuela de Derecho
- Instituto de Investigaciones Migratorias y Estudios Interculturales.
- Instituto de Estudios Interculturales Modernos Tempranos
- Instituto de Ciencias Cognitivas
- Instituto de Investigación de Sistemas Ambientales